# Cantón de Tarbes-1
El cantón de Tarbes-1 es una división administrativa francesa, situada en el departamento de Altos Pirineos y la región de Mediodía-Pirineos.

## Historia
El cantón fue creado por decreto el 23 de julio de 1973, reorganizando los cantones Tarbes-Nord y Tarbes-Sud de Altos Pirineos.
Por decreto de 25 de febrero de 2014, el número de cantones del departamento se reduce a la mitad, con entrada en vigor en las elecciones departamentales de marzo de 2015. El cantón de Tarbes-1 quedo rediseñado por este decreto.

## Composición
El cantón de Tarbes-1 incluye una parte de la ciudad de Tarbes.